# Revidirani julijanski kalendar
Revidirani ili Reformirani julijanski kalendar, manje formalno Novi kalendar ili Milankovićev kalendar po glavnom kreatoru, je projekt kalendara nastao 1923., kojim je za većinu pravoslavnih crkvi prekinut raskorak od 340 godina između julijanskog i gregorijanskog kalendara, koji je u međuvremenu postao neslužbeni međunarodni kalendar. Kalendari će se opet razići, ali tek 2800., i to sporije od starog julijanskog i gregorijanskog kalendara.
Taj kalendar ne može ometati reforme kalendara od strane Katoličke crkve, koja je u međuvremenu nepoznatom geofizičaru povjerila izradu novog, jedinstvenog, kalendara za cijelu Crkvu, sa zajedničkim datumima Uskrsa i Božića.
Nazivom "revidirani julijanski" želi se istaći da se njime zamjenjuje julijanski kalendar koji ima de facto podršku pravoslavne crkve, a također i da se njime izbjegava implicitno priznanje kalendara pape Grgura XIII. iz 1582., donesenog s istim ciljevima i općim pristupom. Dakle, crkve smatraju da su usvojile Novi a ne gregorijanski kalendar. Usprkos nazivu i primjeni unapređenog znanstvenog znanja revidirani julijanski kalendar (r.j.k.) odstupa od julijanskog kalendara u suštinski istom smjeru kao i gregorijanski. 